# 우틸라섬

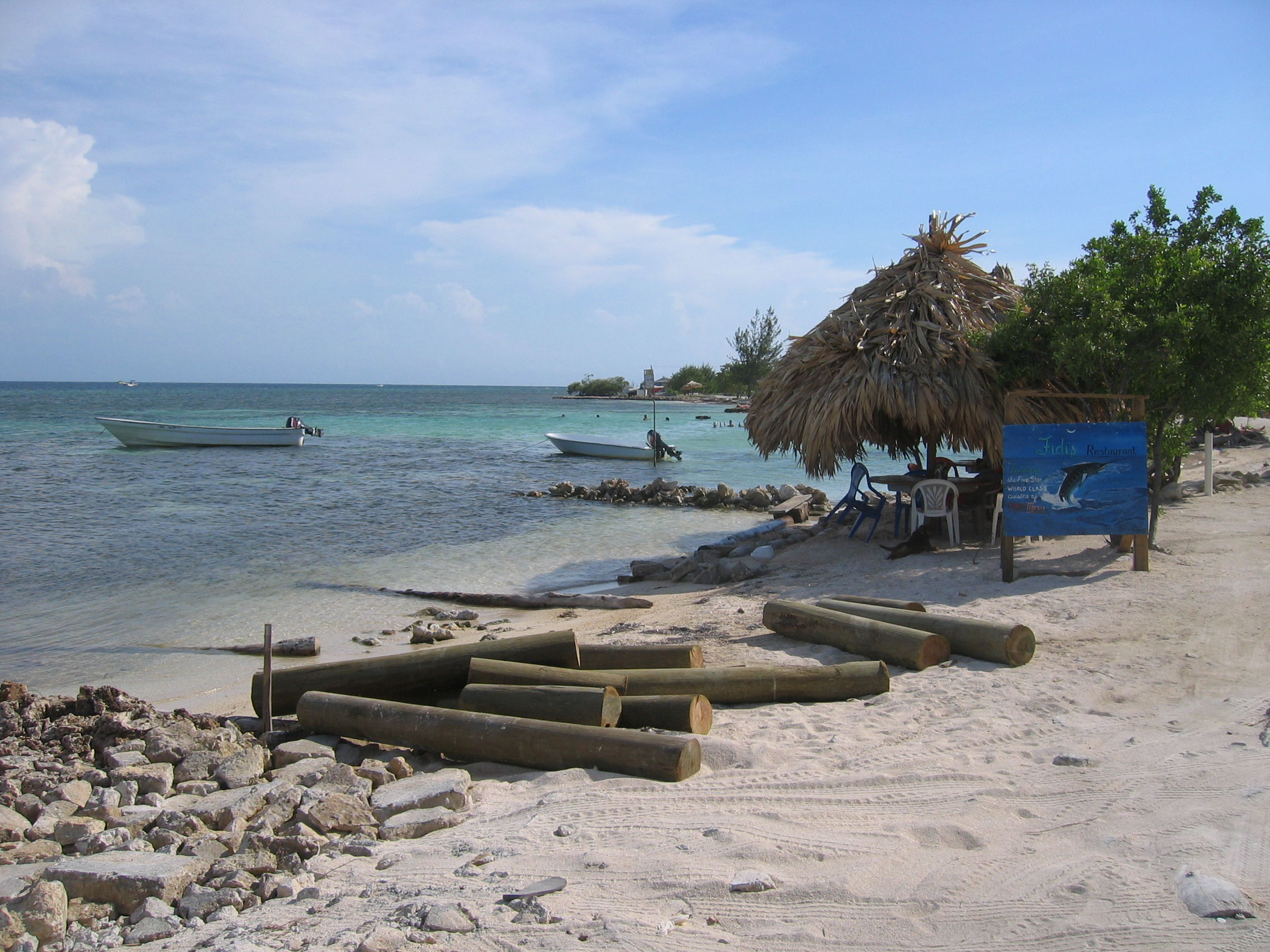

우틸라섬(Útila)은 온두라스 이슬라스데라바이아 주의 섬이다. 섬의 동부 지역은 여러 봉우리에서 분출된 현무암의 얇은 판으로 덮여 있으며, 2013년부터 섬 전체가 람사르 습지로 등록되었다.